# Norman Dawn
Norman Dawn (Argentina, 1884 - Santa Mònica, Califòrnia, Estats Units, 1975) fou un director de cinema, guionista, inventor, artista i productor nord-americà considerat el primer en utilitzar la retroprojecció en un dels seus films, així com l'autor de diversos efectes especials. Col·laborador de moltes figures claus en la història del cinema, incloent Mack Sennet, Erich Von Stroheim, Carl Laemmle i Irving Thalberg, va participar en un total de trenta-quatre produccions.

## Biografia
De vida pràcticament desconeguda, Norman Dawn va néixer a Argentina l'any 1884. Va començar la seva carrera professional com a fotògraf. L'any 1905 va inventar l'anomenat "glass shot" o presa matte, un sistema que permet fotografiar models en un fons exòtic diferent al del plató. Per tal d'aconseguir-ho, es fotografia al subjecte tot situant-lo davant o darrere d'un vidre pintat. Dos anys més tard, Dawn va adaptar aquest procés al cinema a la pel·lícula Missions of California, fent un ús extensiu d'aquesta tècnica i, posteriorment, l'any 1911, va idear un sistema similar a una caixa que permetia situar els vidres de forma més segura davant de la càmera. En aquella època, artistes com George Méliès, utilitzaven màscares de cartró que afegien durant el procés de postproducció, a diferència del mètode ideat per Dawn que es duia a terme durant el rodatge. Degut als baixos costos i la qualitat dels resultats, el seu sistema va esdevenir l'estàndard. Aquesta invenció no fou patentada fins a l'any 1918.
Dawn va esdevenir director i va fluctuar entre el cinema britànic i l'americà entre els anys 1919 i 1939, realitzant un total de trenta pel·lícules, la primera de les quals fou el curtmetratge "Two men in a Tinted Butte". També va treballar a Austràlia, on va dirigir dos films: "For the terms of his natural life" l'any 1927 i el musical "Showgirls' Luck", el 1931, la primera pel·lícula sonora del país.

## Showgirls' Luck
L'any 1931, Norman Dawn va dirigir la que és considerada com la primera pel·lícula sonora australiana i així ho anuncia a l'inici de l'obra, amb una bandera australiana i una veu en off que explica que aquesta pel·lícula va ser feta amb actors, capital i material d'origen australià. Relata la història d'una productora de cinema intentant rodar la primera pel·lícula sonora australiana. Va ser protagonitzada per Katherine Dawn, la seva esposa que va utilitzar el nom artístic Susan Denis, en el paper de Peggy Morton, una actriu a qui li ofereixen el paper principal a la pel·lícula. Tanmateix, una rival ho descobreix i li envia un telegram fals, en el que es diu que ja no la necessiten. Després d'un seguit de casualitats, la Peggy descobreix l'engany i es raptada pel marit de la seva rival. Afortunadament, un dels actors la rescata. La recepció no va ser molt bona, i va ser reestrenada dos anys més tard, amb els mateixos resultats.
Tanmateix, el film presenta una falta de sincronització entre el so i la imatge. La pel·lícula té una durada de 55 minuts. Originàriament s'havia d'anomenar "Talkie Mad" i compta amb intertítols, tot i ser sonora. El mateix Norman Dawn va indicar que la pel·lícula seguia la fórmula típica dels musicals nord-americans de l'època. Actualment, es troba sencera i restaurada. El procés va ser dut a terme per la NFSA.